# Yōkoso, Wagaya e
Yōkoso, Wagaya e (ようこそ、わが家へ Chào mừng đến với nhà chúng tôi) là một phim truyền hình Nhật Bản dựa trên tiểu thuyết trinh thám của Jun Ikeido. Cuốn tiểu thuyết trước đây đã được chuyển thể trên NHK Radio 1 vào năm 2014. Phim được phát sóng trên Fuji TV từ ngày 13 tháng 4 năm 2015 vào thứ Hai hàng tuần lúc 21:00. Tỉ lệ theo dõi trung bình là 12.5% và tập cuối cùng đạt tỉ lệ theo dõi cao nhất là 15.0%.
Masaki Aiba là thành viên của nhóm nhạc Arashi đảm nhận vai chính lần đầu tiên trong phim truyền hình getsuku (thuật ngữ chỉ phim được chiếu vào thứ Hai hàng tuần). Kasumi Arimura và Erika Sawajiri cũng góp mặt trong vai diễn phụ.

## Diễn viên
- Masaki Aiba trong vai Kenta Kurata
- Erika Sawajiri trong vai Asuka Kandori, phóng viên
- Kasumi Arimura trong vai Nana Kurata, em gái của Kenta
- Kaho Minami trong vai Keiko Kurata, mẹ của Kenta và Nana
- Akira Terao trong vai Taichi Kurata, cha của Kenta và Nana.
- Sayaka Yamaguchi trong vai Setsuko Nishizawa
- Naoto Takenaka trong vai Hiroki Mase
- Junji Takada trong vai Michiharu Yagi
- Rika Adachi trong vai Marie Hobara

## Tập
| Tập | Tên tập phim                                      | Đạo diễn        | Ngày phát sóng      | Tỉ lệ theo dõi (%) |
| --- | ------------------------------------------------- | --------------- | ------------------- | ------------------ |
| 1   | "恐怖のゲームが今夜始まる"                        | Isamu Nakae     | 13 tháng 4 năm 2015 | 13.0               |
| 2   | "混迷する犯人像と謎の動機"                        | Isamu Nakae     | 20 tháng 4 năm 2015 | 11.4               |
| 3   | "遂に捉えたストーカーの姿!"                       | Isamu Nakae     | 27 tháng 4 năm 2015 | 12.0               |
| 4   | "ストーカー最接近!遂に家族の反撃が始まる!"        | Masaki Tanimura | 4 tháng 5 năm 2015  | 10.0               |
| 5   | "犠牲者発生!最弱のヒーローが遂に動き出す!"        | Isamu Nakae     | 11 tháng 5 năm 2015 | 11.9               |
| 6   | "妹は絶対に守る!卑劣なストーカーと直接対決!"      | Masaki Tanimura | 18 tháng 5 năm 2015 | 12.3               |
| 7   | "健太を刺したのは誰?遂に犯人の正体が明らかに!"    | Isamu Nakae     | 25 tháng 5 năm 2015 | 13.4               |
| 8   | "ゴメン、僕は母さんを守ることが出来なかった…"     | Hideyuki Aizawa | 1 tháng 6 năm 2015  | 13.2               |
| 9   | "あなたがやったんですよね。絶対に逃しませんから!" | Masaki Tanimura | 8 tháng 6 năm 2015  | 12.8               |
| 10  | "恐怖の日々の終焉!全ての謎の答えが明らかに?"      | Isamu Nakae     | 15 tháng 6 năm 2015 | 15.0               |

## Đường dẫn bên ngoài
- Website chính thức (tiếng Nhật)
- Yôkoso, Wagaya e trên Internet Movie Database